# Srčani tonovi
Srčani tonovi su zvučni fenomeni koji prate rad srca. Mada se ovi fenomeni najčešće nazivaju tonovima, u fizičkom
smislu oni nisu pravi tonovi, već predstavljaju mešavinu tonova. U svakom srčanom ciklusu nastaju četiri srčana tona koja se mogu ispitivati subjektivnom metodom (slušanjem ili auskultacijom) i objektivnom metodom koja se naziva fonokardiografija.  Auskultacija srca zauzima najvažnije mesto u okviru anamneze i kliničkog pregleda srca i krvnih sudova u cilju otkrivanja kardiovaskularnih poremećaja.

## Vrste srčanih tonova
U svakom srčanom ciklusu nastaju četiri srčana tona (prvi, drugi, treći i četvrti).
- Prvi srčani ton — je sistolni ton, zato što nastaje prilikom kontrakcije srčanog mišića (sistole).
- Drugi, treći i četvrti srčani tonovi — su dijastolni tonovi, jer prate dešavanja pri relaksaciji srčanog mišića (dijastole).[8]

### Prvi srčani ton
| Pokazatelji                               | Karakteristike |
| ----------------------------------------- | --- |
| Vreme nastanka i poreklo                  | Nastaje u momentu zatvaranja atrio‐ventrikularnih zalistaka na početku izovolumetrijske faze sistole, i mišićno‐valvularnog je porekla. |
| Frekvenca                                 | 25 ‐ 45 Hz |
| Trajanje                                  | 0,14 – 0,15 sekundi |
| Komponente                                | Čine ga mitralna i trikuspidalna komponenta. Kako događaji na desnoj strani srca uvek nešto kasne u odnosu na događaje na levoj strani, te se prvo čuje mitralna, a potom trikuspidalna komponenta prvog srčanog tona.                                                                  |
| Auskultacijska tačka (mitralno ušće)      | Za prvi srčani ton je mitralno ušće koje se nalazi u petom levom međurebarnom prostoru 1 cm medijalno od medioklavikularne linije (iznad ictusa ili vrha srca). |
| Auskultacijska tačka (trikuspidalno ušće) | Za prvi srčani ton sa trikuspidalnog ušća nalazi se u nivou spoja 4. desnog rebra sa sternumom, ili na bazi procesusa ksifoideusa. S obzirom da ovaj ton nastaje prilikom kontrakcije srčanog mišića, odnosno u sistoli, vremenski se poklapa sa radijalnim, odnosno karotidnim pulsom. |

### Drugi srčani ton
| Pokazatelji                                 | Karakteristike |
| ------------------------------------------- | --- |
| Vreme nastanka i poreklo                    | Nastaje u momentu zatvaranja semilunarnih zalistaka aorte i plućne arterije (na početku izovolumetrijske faze relaksacije komora) i valvularnog je porekla. |
| Frekvenca                                   | od 50 ‐ 75 Hz |
| Trajanje                                    | 0,11 – 0,12 sekundi (nešto je kraći od 1. tona). |
| Komponente                                  | Sastoji se od aortne i pulmonalne komponente. |
| Auskultacijska tačka (aortno ušće)          | Drugi desni međurebarni prostor parasternalno |
| Auskultacijska tačka (ušće plućne arterije) | Drugi levi međurebarni prostor uz sternum. |

### Treći srčani ton
Treći srčani ton se javlja odmah posle 2. tona i nešto je mukliji od njega. Nastaje usled vibracije zida komora u dijastoli u fazi brzog punjenja komora. Treći srčani ton koji potiče iz leve komore najbolje se čuje u petom levom međurebarnom prostoru 1 cm medijalno od medioklavikularne linije, a iz desne na bazi procesusa ksifoideusa.
Treći srčani zvuk (S3) je niskotonski rani dijastolički zvuk koji se najbolje čuje (niskofrekventni ton) na apeksu, u mitralnom polju, u levom bočnom položaju. Preklapa se s fazom brzog ventrikularnog punjenja odmah nakon otvaranja atrioventrikularnih zalistaka i stoga se čuje nakon drugog tona kao "lub-dub-dum". Treći srčani zvuk je normalni nalaz kod dece, mlađih odraslih i tokom trudnoće.

### Četvrti srčani ton
Četvrti srčani ton nastaje pre 1. tona u fazi sistole pretkomora, pa se naziva i atrijumski ili pretkomorski ton. Smatra se da nastaje zbog turbulencije krvi kada u već pune komore sistolom pretkomore biva ubačeno još oko 30% krvi. Auskultacijska tačka je ista kao i za treći srčani ton.

### Erbova tačka
Pored četiri nabrojane auskultacijske tačke postoji i tzv. Erbova tačka iznad spoja 3. levog rebra sa sternumom, koja je značajna u analizi sistolnih i dijastolnih šumova baze srca.

## Ispitivanje srčanih tonova
Srčani tonovi se mogu ispitivati subjektivnom metodom (slušanjem ili auskultacijom), i objektivnom metodom koja se naziva fonokardiografija.

### Auskultacija
Auskultacijom, koja se izvodi pomoću fonendoskopa (slušalica), mogu se čuti obično samo dva srčana tona (prvi i drugi). Treći i četvrti srčani ton se, zbog niske frekvence, mogu čuti u fiziološkim uslovima samo kod dece i mladih osoba, sportista, kao i žena u poslednjem trimestru trudnoće (hiperdinamska cirkulacija). U svim drugim slučajevima oni su znak slabosti srca. Auskultacijom srčanih tonova može se odrediti dinamika rada srca, frekvenca i stanje srčanih ušća i valvula.
Auskultacijske tačke
Srčani tonovi se slušaju na određenim tačkama grudnog koša, koje se nazivaju auskultacijskim tačkama, koje nisu mesta anatomske projekcije srčanih otvora, već mestima gde se njihov intenzitet najbolje prenosi. Takve tačke, u kojima se svaki ponaosob srčani ton najbolje čuje smatra se auskultacijskom tačkom za taj srčani ton. Na grudnom košu čoveka postoje četiri ovakve tačke, i svaki srčani ton (od onih koji se mogu čuti) se čuje u svakoj od ovih tačaka.  
Obavezne auskultacione tačke na kojima se stetoskopom slušaju određeni srčani tonovi na grudnom košu su:
- V (peti) levi međurebarni prostor unutar medioklavikularne linije, u predelu iktusa srca slušaju se zvučni fenomeni mitralnog ušća,
- spoj VI (šestog) desnog rebra i grudne kosti ili na bazi ksifoidnog nastavka sluša se desno srce, odnosno trikuspidno ušće,
- II (drugi) međurebarni prostor uz desnu ivicu sternuma, sluša se aortno ušće,
- II (drugi) međurebarni prostor uz levu ivicu grudne kosti, sluša se pulmonalno ušće,
- Na spoju III (trećeg) levog rebra sa grudnom kosti nalazi se Erbova tačka na kojoj se sluša aortno ušće.

Način slušanja srčanih tonova
Srčani tonovi se mogu slušati u sedećem ili ležećem položaju, prilazom sa desne strane i postavljanjem slušalica tako da su njihove olive (uvek okrenute prema napred) pre nego što se stave u ušne kanal ispitivača, a membrana ili zvono slušalica se postavlja celom širinom na jednu od auskultacijskih tački ispitanika. Membranom se slušaju tonovi i šumovi visoke frekvence, a zvonom niske. 
Prilikom slušanja srčanih tonova, prvo treba odrediti koji je prvi, a koji drugi srčani ton, što se postiže istovremenom palpacijom radijalnog pulsa. Ton koji se vremenski poklapa sa pulsnom oscilacijom je prvi srčani ton. Drugi način za određivanje prvog i drugog srčanog tona je na osnovu vremenske razlike u njihovom nastanku, pri čemu bi interval između prvog i drugog srčanog tona trebalo da bude kraći nego između drugog i narednog prvog tona. Razlog za to je duže trajanje dijastole u odnosu na sistolu pri prosečnoj frekvenci rada srca u mirovanju. Ovaj način određivanja prvog i drugog srčanog tona je neprimenjiv u uslovima povećane frekvence rada srca (dijastola traje kraće). 
Tokom auskultacije srčanih tonova posebnu pažnju treba obratiti njihov intenzitetu i uočavanju eventualnog prisustva srčanih šumova.

### Fonokardiografija
Fonokardiografija je dodatak auskultaciji, jer omogućava da se čuju čak i oni tonova i šumova koji se javljaju tokom rada srca, a ne čuju se uz pomoć stetoskopa, i dobiju zapisi svih zvučnih fenomena srca na papiru.
Prema tome fonokardiograf, omogućava ispitivaču da registruje i najslabije prepoznatljive zvukove koje srce emituje kada ritmički pumpa krv, kroz srčane šupljine i zaliske i detaljno ih analizira na fonokardiografskom zapisu.
Uz pomoć ovog zapisa a u skladu sa trajanjem snimljenih svih zvučnih fenomena srca, intervalima između njih, prisustva promena u tonovima i dodatnih šumova, moguće je saznati o prisustvu određenih patoloških stanja na srcu,i tako olakšati postavljanje brze i pravilne dijagnoze.
Takođe, fonokardiografija omogućuje i uvid u trajanje pojedinih delova srčanog ciklusa, kao i njihovo merenje (npr elektromehanička sistola traje od Q-zupca do drugog aortnog tona, a mehanička sistola srca od prvog do drugog tona srca).

Kako je fonokardiografija procedura koja praktično nema kontraindikacija, jer je potpuno sigurna i bezbolna, ona se primenjuje i kod pacijentima koji su u teškom stanju.

## Literatura
- Shah, P. M.; Kramer, D. H.; Gramiak, R. (септембар 1970). „Influence of the timing of atrial systole on mitral valve closure and on the first heart sound in man”. Am J Cardiol. 26 (3): 231—237. PMID 5505447. doi:10.1016/0002-9149(70)90788-5..
- Hirschfeld, S.; Liebman, J.; Borkat, G.; Bormuth, C. (април 1977). „Intracardiac pressure-sound correlates of echographic aortic valve closure”. Circulation. 55 (4): 602—4. PMID 837503. doi:10.1161/01.CIR.55.4.602.
- Sutton, G.; Harris, A.; Leatham, A. (новембар 1968). „Second heart sound in pulmonary hypertension”. Br Heart J. 30 (6): 743—56. PMC 487797 . PMID 5718984. doi:10.1136/hrt.30.6.743.
- LEATHAM, A; GRAY, I. (април 1956). „Auscultatory and phonocardiographic signs of atrial septal defect”. Br Heart J. 18 (2): 193—208. PMC 479578 . PMID 13315849. doi:10.1136/hrt.18.2.193.
- Curtiss, E. I.; Matthews, R. G.; Shaver, J. A. (јануар 1975). „Mechanism of normal splitting of the second heart sound”. Circulation. 51 (1): 157—64. PMID 1109314. doi:10.1161/01.CIR.51.1.157.
- Reddy, P. S.; Salerni, R.; Shaver, J. A. (април 1985). „Normal and abnormal heart sounds in cardiac diagnosis: Part II. Diastolic sounds”. Curr Probl Cardiol. 10 (4): 1—55. PMID 3158481.
- Reddy PA, Meno F, Curtiss EI, O' Toole JD. „The genesis of gallop sounds investigation by quantitative phono—and apex cardiography”. Circulation. 63: 992—933. 1983..
- Drazner, M. H.; Rame, J. E.; Dries, D. L. (април 2003). „Third heart sound and elevated jugular venous pressure as markers of the subsequent development of heart failure in patients with asymptomatic left ventricular dysfunction”. Am J Med. 114 (6): 431—437. PMID 12727575. doi:10.1016/S0002-9343(03)00058-5.114  (6):  431-7
- GOLDBLATT, A; AYGEN, M. M.; BRAUNWALD, E (јул 1962). „Hemodynamic-phonocardiographic correlations of the fourth heart sound in aortic stenosis”. Circulation. 26: 92—8. PMID 13899719. doi:10.1161/01.cir.26.1.92.
- Hill, J. C.; O'Rourke, R. A.; Lewis, R. P.; McGranahan, G. M. (август 1969). „The diagnostic value of the atrial gallop in acute myocardial infarction”. Am Heart J. 78 (2): 194—201. PMID 5797268. doi:10.1016/0002-8703(69)90008-8.
- Thayer WS (1908). „The early diastolic heart sound”. Trans Assoc Am Phys. 13: 326—357..
- Oriol A, Palmer WH, Nakhjavan F, Mcgregor M (август 1965). „Prediction of left atrial pressure from the second sound-opening snap interval”. Am J Cardiol. 16 (2): 184—188. PMID 14340818. doi:10.1016/0002-9149(65)90472-8.
- Hancock, E. W. (1966). „The ejection sound in aortic stenosis”. Am J Med. 40 (4): 569—577. doi:10.1016/0002-9343(66)90120-3.
- Leech, G.; Mills, P.; Leatham, A. (септембар 1978). „The diagnosis of a non-stenotic bicuspid aortic valve”. Br Heart J. 40 (9): 941—50. PMC 483514 . PMID 708534. doi:10.1136/hrt.40.9.941..
- Hultgren HN, Reeve R, Cohn K, McLeod R (новембар 1969). „The ejection click of valvular pulmonic stenosis”. Circulation. 40 (5): 631—40. PMID 5377205. doi:10.1161/01.CIR.40.5.631.
- Mathey, D. G.; Decoodt, P. R.; Allen, H. N.; Swan, H. J. (мај 1976). „The determinants of onset of mitral valve prolapse in the systolic click-late systolic murmur syndrome”. Circulation. 53 (5): 872—8. PMID 1260992. doi:10.1161/01.CIR.53.5.872.
- Bonow;  . ACC/AHA.. Guidelines for Management of patient with valvular heart disease- 2006. Circulation. 2006. 114:e84-e231.
- Leatham A. Systolic murmurs. Circulation. 1958 Apr. 17(4, Part 1):601-11.
- Hutter AM Jr, Dinsmore RE, Willerson JT, DeSanctis RW (октобар 1971). „Early systolic clicks due to mitral valve prolapse”. Circulation. 44 (4): 516—22. PMID 5094135. doi:10.1161/01.CIR.44.4.516.
- Perloff, J. K.; Harvey, W. P. (септембар 1962). „Auscultatory and phonocardiographic manifestations of pure mitral regurgitation”. Prog Cardiovasc Dis. 5 (2): 172—94. PMID 14485423. doi:10.1016/s0033-0620(62)80028-0.
- Landzberg, J. S.; Pflugfelder PW; Cassidy MM; Schiller NB; Higgins CB; Cheitlin MD (август 1992). „Etiology of the Austin Flint murmur”. J Am Coll Cardiol. 20 (2): 408—413. PMID 1634679. doi:10.1016/0735-1097(92)90110-9..
- Fortuin, N. J.; Craige, E. (јануар 1973). „Echocardiographic studies of genesis of mitral diastolic murmurs”. Br Heart J. 35 (1): 75—81. PMC 458567 . PMID 4685909. doi:10.1136/hrt.35.1.75.
- Bonow;  . (2011). Braunwald's Heart Disease: Textbook of Cardiovascular Medicine (9th изд.). Saunders..
- Fauci, Braunwald;  . Harrison.’s principles and practice of internal medicine. 17th. McGraw-Hill Companies,Inc; 2008.
- Reddy, P. S.; Salerni, R.; Shaver, J. A. (април 1985). „Normal and abnormal heart sounds in cardiac diagnosis: Part II. Diastolic sounds”. Curr Probl Cardiol. 10 (4): 1—55. PMID 3158481.
- Shaver, J. A.; Salerni, R.; Reddy, P. S. (март 1985). „Normal and abnormal heart sounds in cardiac diagnosis. Part I: Systolic sounds”. Curr Probl Cardiol. 10 (3): 1—68. PMID 3996020. doi:10.1016/0146-2806(85)90007-6..

## Spoljašnje veze
- Heart Sounds – Heart Murmurs. practicalclinicalskills.com (језик: енглески)

|  | Molimo Vas, obratite pažnju na važno upozorenje u vezi sa temama iz oblasti medicine (zdravlja). |